# Andradas
Andradas es un municipio brasilero del estado de Minas Gerais, en la microrregión de Pozos de Caldas. Su población estimada en 2004 era de 35 323 habitantes. El área es de 468,7 km² y la densidad demográfica, 75,36 hab/km².
La ciudad también es formada por dos distritos: Gramínea y Campestrinho.

## Parte de la Historia
El poblamiento que generó la ciudad de Andradas comenzó a comienzos del siglo XIX, período de decadencia de la extracción del oro en la región central del Estado y emergencia de la ganadería bovina y agricultura en otras regiones del Estado, aunque desde 1792 "campos" de la región ya se hubiesen sido citados en inventários registrados por memorialistas como símbolos del inicio de la ocupación local. A partir de la década del 30 del mismo siglo, comienzan a ser registradas las hipotecas y escrituras de compra y venta de tierras del emergente núcleo poblacional.
Los inmigrantes italianos fueron los más numerosos, pero también vinieron españoles, griegos, libaneses, alemanes, suecos y portugueses, conforme destaca el libro Los Extranjeros en la Construcción de Andradas, de Nilza Alves de Puentes Marques.
Hasta 1888, la localidad era un distrito llamado São Sebastião del Jaguari y estuvo ligada a la ciudad de Caldas. Se separó con el topónimo Caracol, nombre de una sierra que rodea la ciudad.
En 1928, el topónimo Caracol fue alterado para Andradas, en homenaje a un ex-"presidente" del Estado, Antônio Carlos Ribeiro de Andrada, natural de Barbacena.

## Geografía

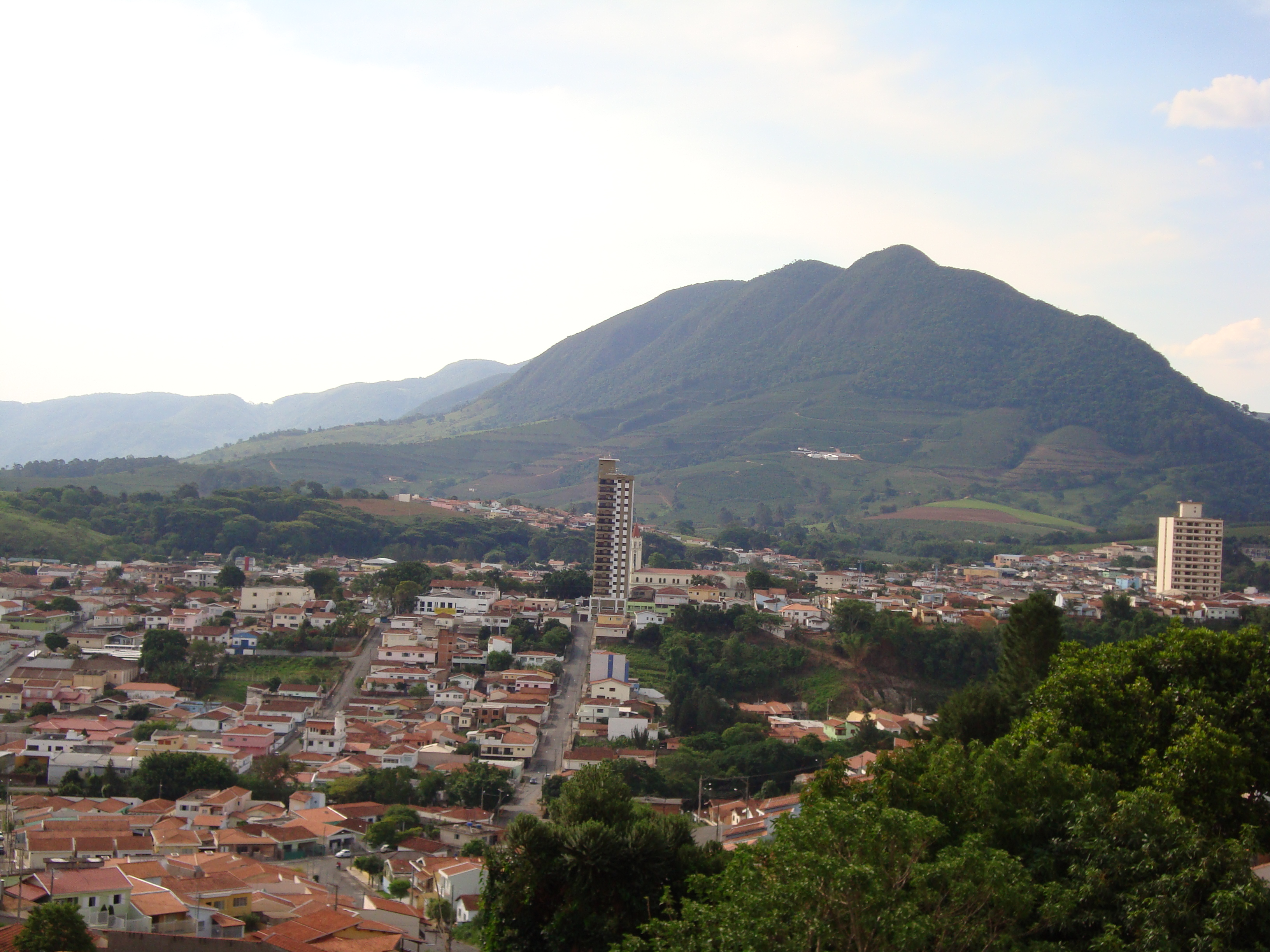
Parte de Andradas vista del Jardín Panorama

El municipio de Andradas está situado en el sudoeste del Estado de Minas Gerais, integrando la mesorregión Sur/Sudoeste de Minas y la microrregión de Pozos de Caldas. 
La ciudad de Andradas está a una altitud de 920 m y tiene su posición marcada por las coordenadas geográficas 22°04'05” de latitud Sur y 46°34'04” de longitud Oeste, en el punto situado en la Iglesia Principal.

### Vegetación
Ocupada anteriormente por bosques tropicales y por los campos de altitud, actualmente son los pastizales que predominan en la región. Son encontradas apenas pequeñas reservas del antiguo bosque muy degradado. El tipo de bosque más común es el de galería o bosque ciliar. En las altas mesetas, la vegetación natural es el campo de altitud, en que predominan formas vegetales rastreras, principalmente gramíneas.

### Hidrografía
El municipio tiene como río principal el Jaguari-Mirim, que atraviesa la parte central del municipio viniendo de Ibitiúra de Minas, donde se localiza su naciente. En la porción norte se destacan los arroyos del Tamanduá y de las Antas. La ciudad es rica en agua: hay pequeños ríos, razonablemente caudalosos en varias propiedades rurales. Uno de los ríos más conocidos, de la ciudad, es el Río del Mosquito. En el área urbana, otros ríos son: Río Caracol, que pasa por la Villa Leite; y Río Pirapitinga, que pasa por los barrios Juán Teixeira Hijo, Jardín Panorama, Jardín Italia y Villa Mosconi.

### Fotos del municipio

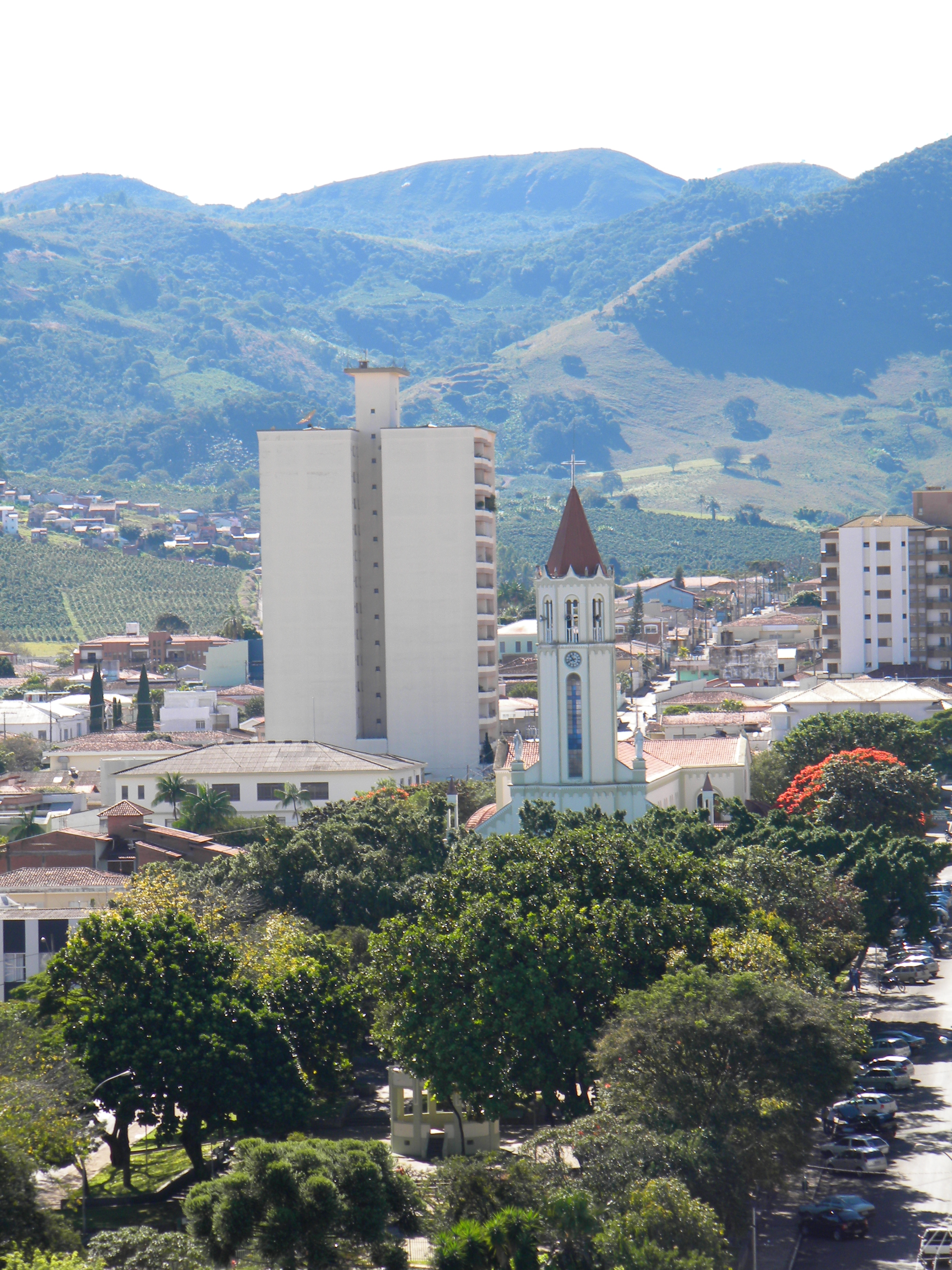
Plaza Doctor Alcides Mosconi
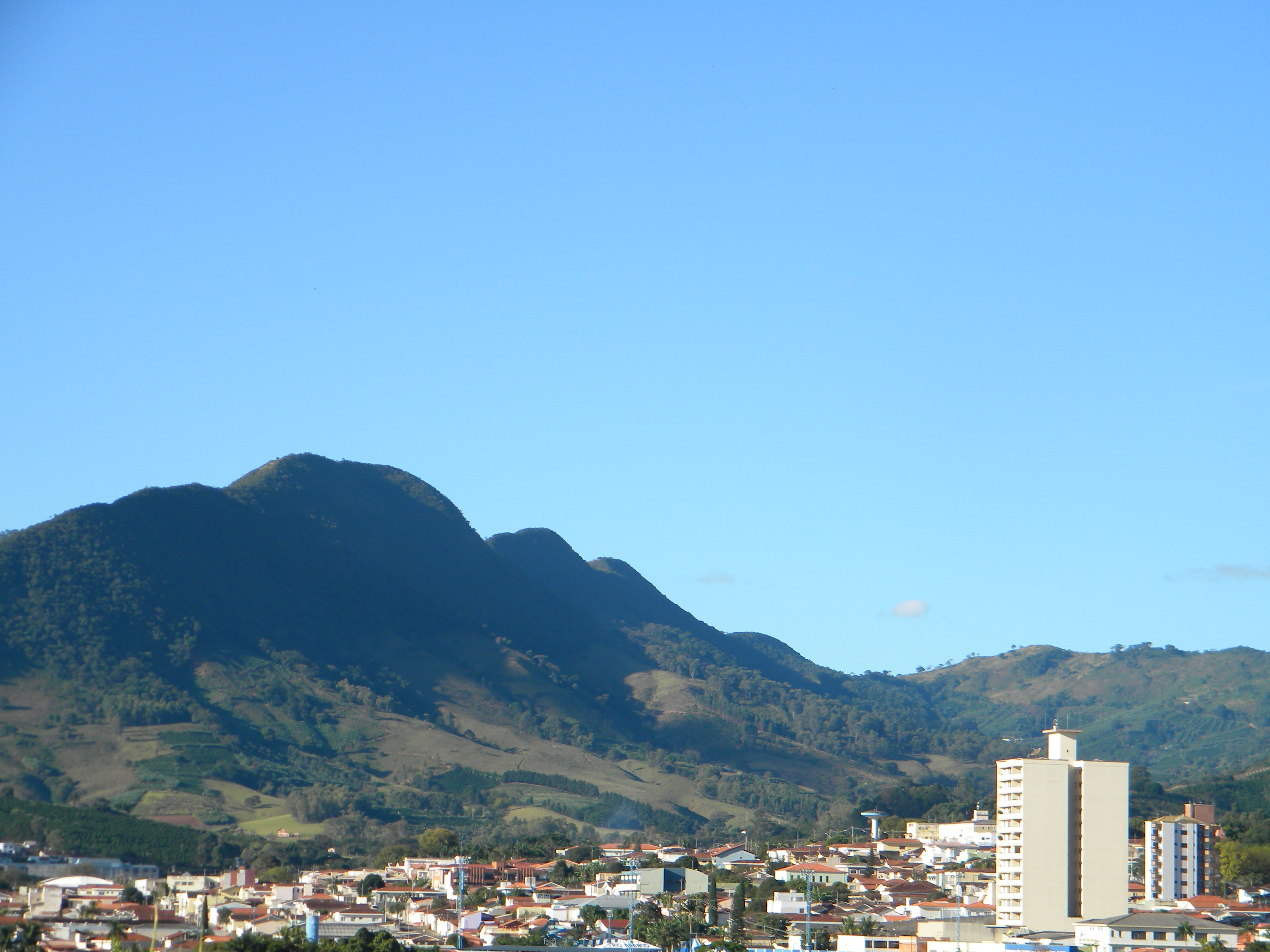
Vista parcial
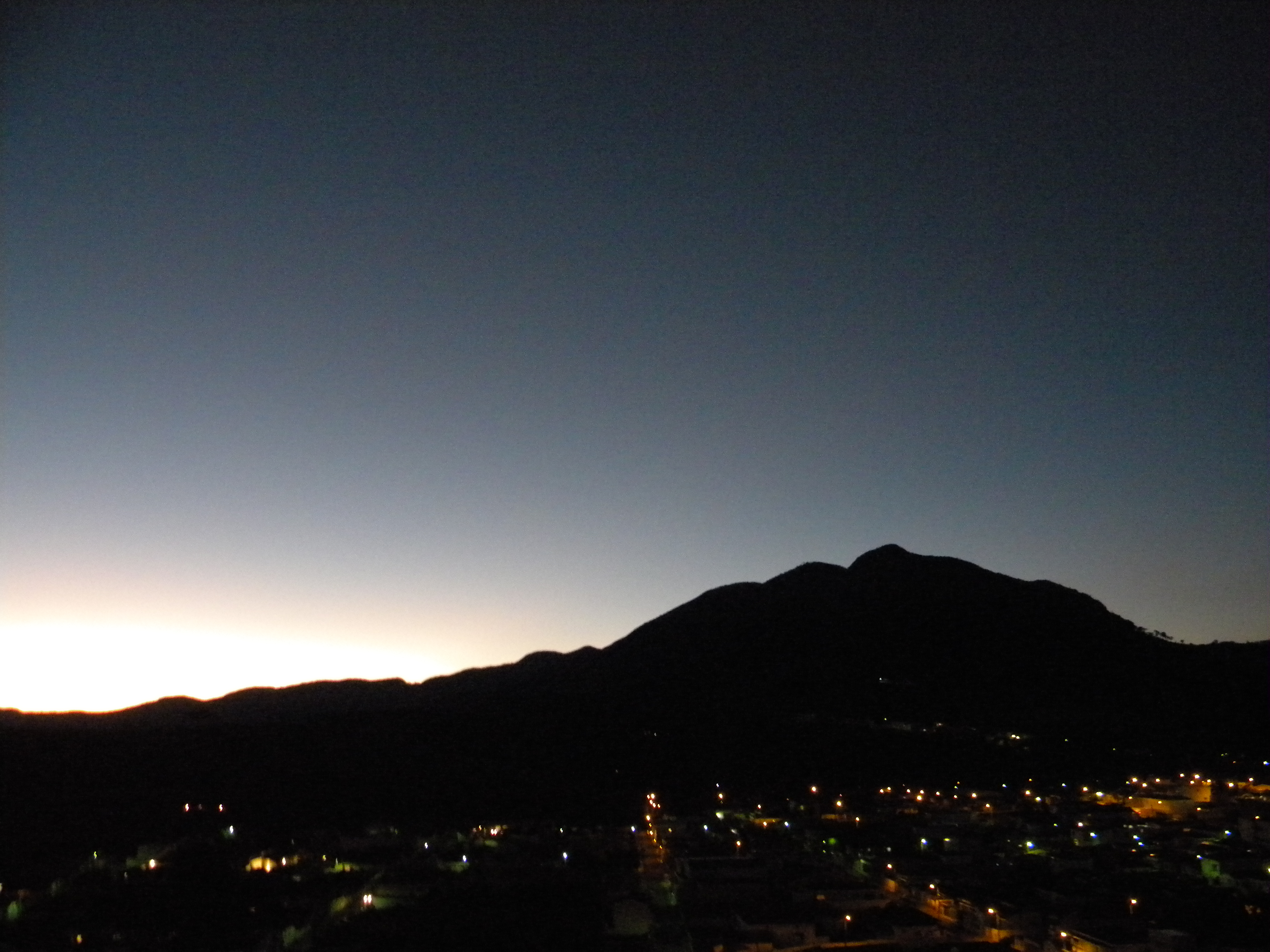
Sierra del Caracol, uno de los símbolos de la ciudad
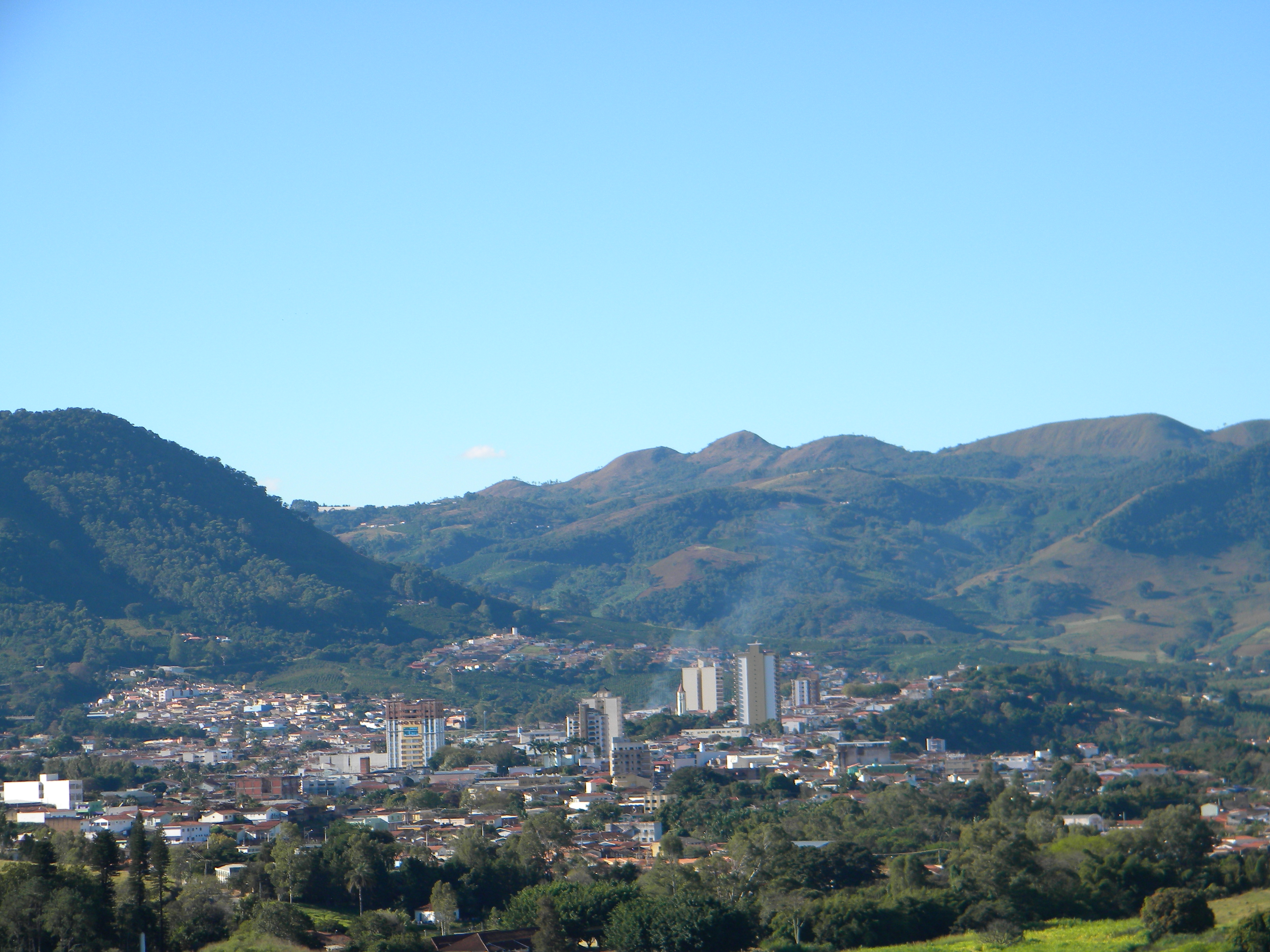
Vista parcial